# Леопольд Геннет
Леопольд Марія Альбрехт фон Геннет (нім. Maria Leopold Albrecht (von) Hennet; 10 травня 1876, Гаден — 27 березня 1950, Відень) — австрійський політичний діяч, який займав декілька міністерських постів в австрійських урядах. З 1919 року, після скасування станових привілеїв, не вживав у написанні прізвища частку «фон». У федеральному уряді, сформованому Йоганном Шобером в 1921 році обіймав посаду міністра сільського та лісового господарства. У федеральному уряді, сформованому Шобером 1922 року також обіймав посаду міністра закордонних справ. З 1932 по 1936 рік обіймав посаду посла Австрії в Угорщині.